# Johann Heinrich Schönfeld

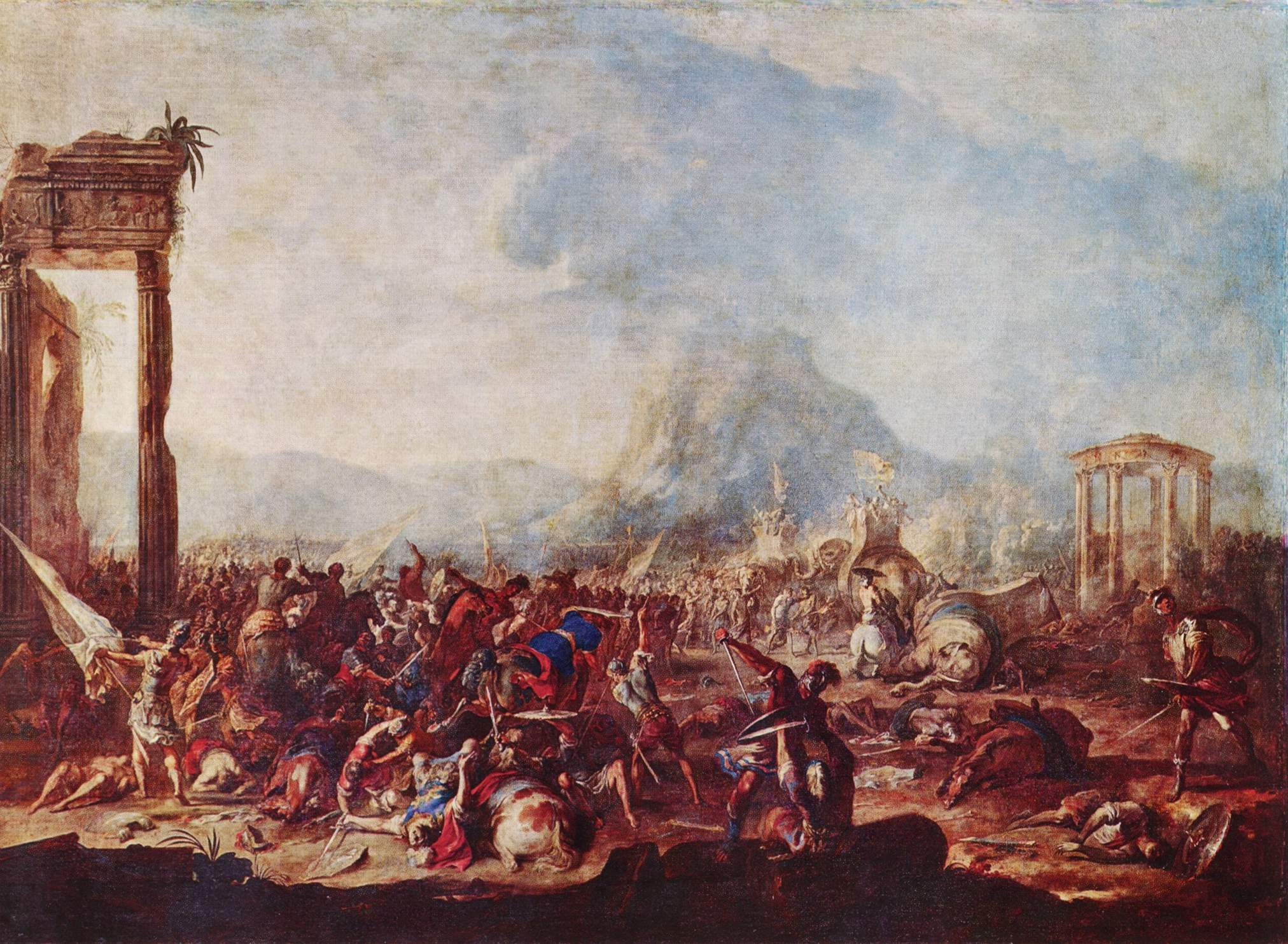
Bitwa pod Pintura

Johann Heinrich Schönfeld (ur. 23 marca 1609 w Biberach an der Riss, zm. 12 lipca 1684 w Augsburgu) – niemiecki malarz i rytownik.
Johann Heinrich Schönfeld przez wiele lat wskutek trwającej wojny trzydziestoletniej tworzył głównie we Włoszech (Rzym, Neapol). Od 1633 roku mieszkał w Rzymie, gdzie tworzył obrazy  pod wpływem przedstawicieli klasycyzmu francuskiego i baroku: Lorenza Berniniego i Pietra da Cortona oraz modnego ówcześnie malarstwa artystów północnych zw. bamboccianti (od przezwiska Pietera van Laera), członków bractwa Schildersbent założonego w Rzymie w 1623 roku. W 1638 roku  przeprowadził się do Neapolu, gdzie mieszkał przez kolejne 10 lat. Po zakończeniu wojny trzydziestoletniej w 1648 roku powrócił do Niemiec, gdzie zdobył uznanie wśród duchowieństwa i kręgów kolekcjonerskich.
Malarstwo Schönfelda wyróżniało się oryginalnymi ujęciami i niewielkimi postaciami stanowiącymi tło lub przesuniętymi w głąb kompozycji. W okresie neapolitańskim wyróżniał się dużymi efektownymi płótnami, wychwalającymi panujących władców. Jednym z najbardziej znanych jego obrazów jest Hippomenes i Atalanta, namalowany w latach 1650-1660. Płótno o wielkości 123 x 200,5 cm znajduje się obecnie  w Muzeum Brukenthala w Sybin.